# Блага Марија
Блага Марија је хришћански и народни празник који се празнује 4. августа (по Грегоријанском календару).
Овај дан је у ствари спомен на Марију Магдалену. Она је била родом из горских предјела Сирије, око града Магдале, због чега је и добила име Магдалена. У својој младости је била грешница али ју је Исус избавио од гријехова. Касније је постала његова ученица, пратила га је и слушала његове проповједи. Након Христовог васкрсења, она постаје проповједница, путује и у Рим да цару Тиберију црвеним јајетом објасни Христово васкрсење. Том приликом, она је пред царем оптужила прокуратора Понтија Пилата, који није хтио да заштити Исуса, него му је невином изрекао смртну казну. Касније је Пилат лишен свог високог достојанства и прогнан је у западну Европу, гдје је и скончао. Из Рима је Марија Магдалена отишла у Ефес, код апостола Јована Богослова и ту је након неког времена умрла.
Блага Марија је, по народном вјеровању, сестра Громовника Илије (светог Илије). Празник посвећен Благој Марији је и Епархије будимљанско-никшићке и многих других православних институција.